# Marius Meijboom
Marius Christiaan Meijboom (Meppel, 11 oktober 1911 – Epe, 11 september 1998) was een Nederlandse portret- en reclamefotograaf. Hij is vooral bekend van zijn foto's van kinderen tijdens de hongerwinter in Amsterdam en van zijn kroningsportret van Juliana.

## Biografie
Meijboom werd geboren in Meppel, als zoon van Dielia Jacoba Dirkje Croese en drogist Harm Meijboom. Meijboom was oorspronkelijk van plan om apotheker te worden en was begonnen met een studie farmacie aan de Universiteit van Amsterdam. Een ontmoeting met de Amsterdamse fotograaf Godfried de Groot, die hem overtuigde dat hij een talent had voor fotografie, zorgde er echter voor dat hij zijn studie beëindigde. Meijboom volgde vervolgens een opleiding tot fotograaf aan de Reimann Schule in Berlijn. In 1936 vestigde hij zich als fotograaf vanuit de Willemsparkweg in de Vossiustraat in Amsterdam. In 1938 trouwde hij met fotograaf Margaretha (Margreet) van Konijnenburg. In hetzelfde jaar verhuisde het fotoatelier naar Keizersgracht 568.
In 1942 werden Meijboom en zijn echtgenote door de Duitsers gearresteerd. Van Konijnenburg werd in augustus weer in vrijheid gesteld. Meijboom zat vast in Amersfoort en Vught; hij werd aan het einde van 1943 uit zijn gevangenschap ontslagen. Tijdens de hongerwinter maakte Meijboom foto's in Amsterdam, als lid van de verzetsgroep ‘De Ondergedoken Camera’. De foto’s van de fotografen van deze groep werden direct na de bevrijding in de studio van Meijboom aan de Keizersgracht 568 afgedrukt en tentoongesteld.
In 1946 kreeg Meijboom de opdracht van Pro Juventute om de prinsessenkalender te maken. Een jaar later maakte hij het kroningsportret van Juliana. Deze foto hing gedurende haar regeerperiode in alle overheidsgebouwen. Tot 1957 zou Meijboom hoffotograaf blijven.
In 1948, het jaar waarin hij scheidde van zijn eerste vrouw, maakte hij een uitstapje naar de film, met de binnenopnames voor de film "Nederlands in zeven lessen". Hij specialiseerde zich echter in de reclame-, mode- en culinaire fotografie en verwierf daarmee grote bekendheid. Hij had in de jaren zestig twee fotostudio's aan de Keizersgracht in Amsterdam. In 1949 hertrouwde hij met Gerdina Dingena Schaddellee; in 1975 volgde opnieuw een echtscheiding.
Meijboom stopte in 1975 als professioneel fotograaf. Hij trok zich terug in Epe. Hij bleef daarna nog dertien jaar betrokken bij het onderwijs aan de school voor Fototechniek en Fotonica in Den Haag.
- Biografisch Portaal: 26921199
- Gemeinsame Normdatei: 1220246603
- PIC: 334980
- RKD-Nederlands Instituut voor Kunstgeschiedenis: 120114
- Virtual International Authority File: 4959160425272168320005
- WorldCat: E39PCjBPwVHMmfmcVVxB9wYvDy